# Терміні (станція метро)
41°54′06″ пн. ш. 12°30′15″ сх. д. / 41.90167° пн. ш. 12.50417° сх. д.
Терміні (італ. Termini) — пересадочна станція ліній A та Бі римського метрополітену. Відкрита 10 лютого 1955.

## Пам'ятки
Поблизу станції розташовані:
- Терми Діоклетіана
- Національний римський музей
- Базиліка Санта-Марія-Маджоре
- Есквіліно
- Римський університет ла Сап'єнца
- Віа-Кавур[en]
- Віа-Мерулана[en]
- П'яцца-дей-Чінквеченто

## Пересадки
- Терміні
  - Римський S-bahn
    - FL4,
    - FL5,
    - FL6,
    - FL7,
    - FL8,

  - Залізниця Рим — Джардінетті
  - Leonardo Express
- Автобуси: H, 16, 38, 40, 64, 66, 70, 75, 82, 85, 92, 105, 170, 223, 310, 360, 492, 590, 649, 714, 910.
- Тролейбуси: 90.
- Трамвай:5, 14